# Bhinga
Bhinga is een nagar panchayat (plaats) in het district Shravasti van de Indiase staat Uttar Pradesh. 

## Demografie
Volgens de Indiase volkstelling van 2001 wonen er 20.400 mensen in Bhinga, waarvan 53% mannelijk en 47% vrouwelijk is. De plaats heeft een alfabetiseringsgraad van 45%. 